# Ferocactus cylindraceus

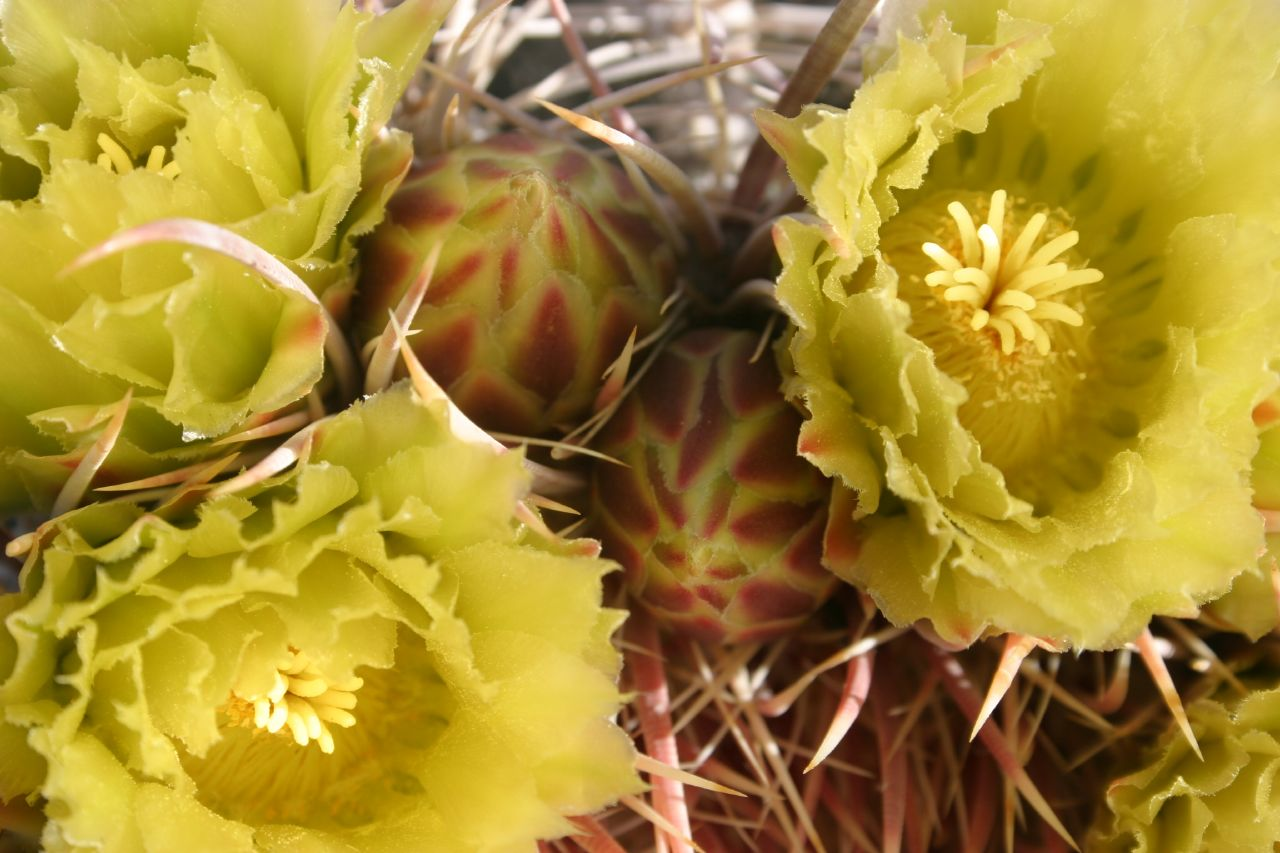
Blüten und Knospen

Ferocactus cylindraceus ist eine Pflanzenart aus der Gattung Ferocactus in der Familie der Kakteengewächse (Cactaceae). Das Artepitheton cylindraceus stammt aus dem Lateinischen, bedeutet ‚zylindrisch‘ und verweist auf die Form der Triebe der Art.

## Beschreibung
Ferocactus cylindraceus wächst einzeln und sprosst nur selten. Die kugelförmigen bis zylindrischen Triebe erreichen bei Durchmessern von 50 Zentimetern Wuchshöhen von bis zu 3 Meter. Es sind 20 bis 30 meist gehöckerte, gelegentlich wellige Rippen vorhanden, die quer gekerbt sind. Die unterschiedlich gefärbten, etwas biegsamen Dornen sind weiß, rot, gelb oder braun. Von den vier bis sieben, 5 bis 15 Zentimeter langen Mitteldornen sind einige drehrund, die anderen abgeflacht. Gelegentlich sind sie gebogen oder hakenförmig. Die 15 bis 25 haarartigen bis kräftigen Randdornen gehen oft in die Mitteldornen über.
Die trichterförmigen Blüten sind gelb und manchmal rot überhaucht. Sie erreichen eine Länge von 3 bis 6 Zentimeter und weisen Durchmesser von 4 bis 6 Zentimeter auf. Die bis zu 3 Zentimeter langen, kugelförmigen, gelben Früchte sind fleischig und öffnen sich mit einer basalen Pore.

## Verbreitung, Systematik und Gefährdung
Ferocactus cylindraceus ist in den Vereinigten Staaten in den Bundesstaaten Kalifornien, Nevada, Utah und Arizona sowie in den
mexikanischen Bundesstaaten Baja California und Sonora verbreitet.
Die Erstbeschreibung als Echinocactus viridescens var. cylindraceus erfolgte 1852 durch George Engelmann. Charles Russell Orcutt stellte die Varietät 1926 in die Gattung Ferocactus.
Es werden folgende Unterarten unterschieden:
- Ferocactus cylindraceus subsp. cylindraceus
- Ferocactus cylindraceus subsp. eastwoodiae (L.D.Benson) N.P.Taylor
- Ferocactus cylindraceus subsp. lecontei (Engelm.) N.P.Taylor
- Ferocactus cylindraceus subsp. tortulispinus (H.E.Gates) N.P.Taylor

In der Roten Liste gefährdeter Arten der IUCN wird die Art als „Least Concern (LC)“, d. h. als nicht gefährdet geführt.

## Nachweise